# 阿馬帕州
阿馬帕（葡萄牙語：Amapá）是巴西的一州，位於巴西的北部，北鄰法屬圭亞那，東臨大西洋，南臨巴西的帕拉州。该州属于广义的圭亚那地区，在殖民時代稱作葡屬圭亞那，是葡萄牙帝國巴西殖民地的一部分。

## 地理
阿馬帕位於亞馬遜河河口附近，境內90%被亞馬遜雨林覆蓋。內陸有一些蓋亞那高地向東延伸出的低矮的丘陵。
阿馬帕目前產鐵、鋁土礦，也有其它的礦藏。

## 歷史
传统上，阿马帕州是圭亚那地区的一部分。在殖民時代，英國人及荷蘭人侵入過阿馬帕，後被葡萄牙人逐出。葡萄牙人與法國人從十七世紀到十九世紀也有土地上的爭議。1900年歸為巴西帕拉州的一部份。1943年成為聯邦領土。1988年成為巴西的一州。